# رگدال پروداکشنز
رگدال پروداکشنز (انگلیسی: Ragdoll Productions) نام یک شرکت انگلیسیِ تولید محصولات تلویزیونی است که در شهر استراتفورد وارویک‌شر واقع است و تخصصش در تولید برناه‌های تلویزیونی کودکان است.
این شرکت در سال ۱۹۸۴ میلادی توسط «اَن وود» بنیان نهاده شد که پیش‌تر برای شبکه‌های تلویزیونی «آی‌تی‌وی یورک‌شر» و «تی‌وی-اِی‌ام» برنامه می‌ساخت.
برخی از تولیدات مشهور این شرکت عبارتند از توپولوها، رُزی و جیم، برام، بوبا، در نایت گاردن، وِی‌بولو، ماجراهای اَبنی و تیل و توییرلی‌ووها
مالک این شرکت تلویزیونی، «شرکت رگ‌دال با مسئولیت محدود» است که از سال ۲۰۰۶ با همکاری بخش بین‌المللی شبکهٔ بی‌بی‌سی، شعبه‌ای به نام «رگدال جهانی» ایجاد کرد تا محصولات خود را در خارج از بریتانیا و در سطح جهانی عرضه کند. در تاریخ ۱۶ سپتامبر ۲۰۱۳ میلادی، شعبهٔ «رگدال جهانی» به قیمت ۱۷/۴ میلیون پوند به شرکت کانادایی «دی‌اچ‌اکس میدیا» فروخته شد و این شرکت کانادایی، حقِ پخش کلیه تولیدات آن را در اختیار دارد.